# Frullania moniliata
Frullania moniliata là một loài Rêu trong họ Jubulaceae. Loài này được (Reinw., Blume & Nees) Mont. mô tả khoa học đầu tiên năm 1842.